# Kustbevakning

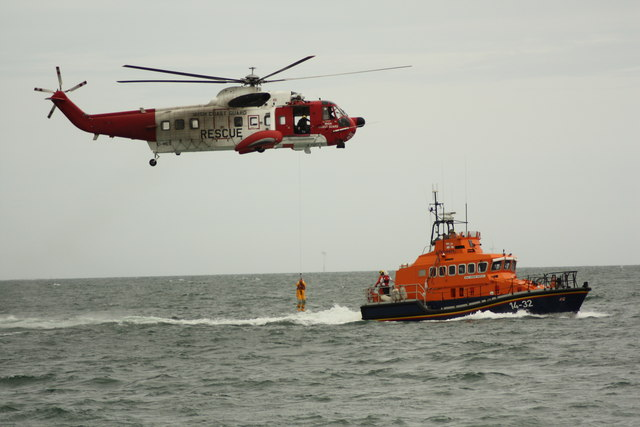
Irländsk kustbevakningshelikopter övar vid Arklow tillsammans med sjöräddningsbåt.

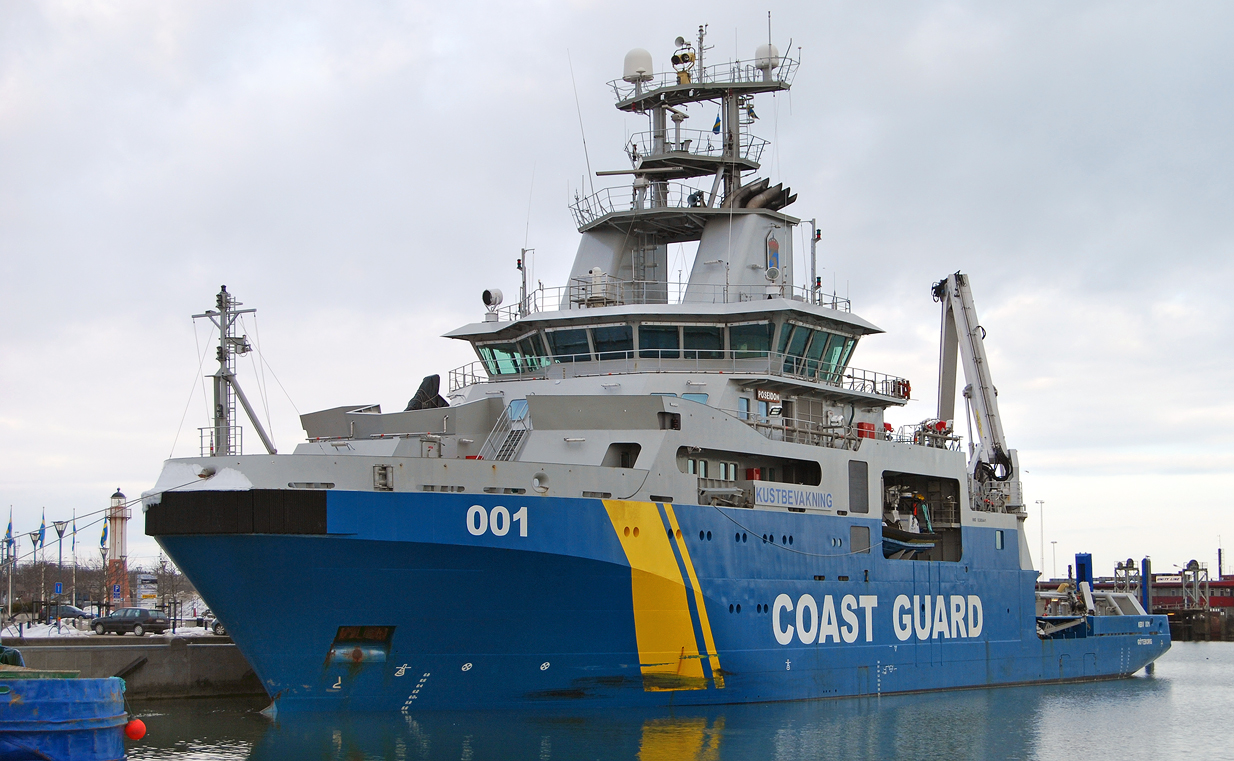
Svenska Kustbevakningens största fartyg KBV 001 Poseidon på besök i Ystad 30 mars 2013.

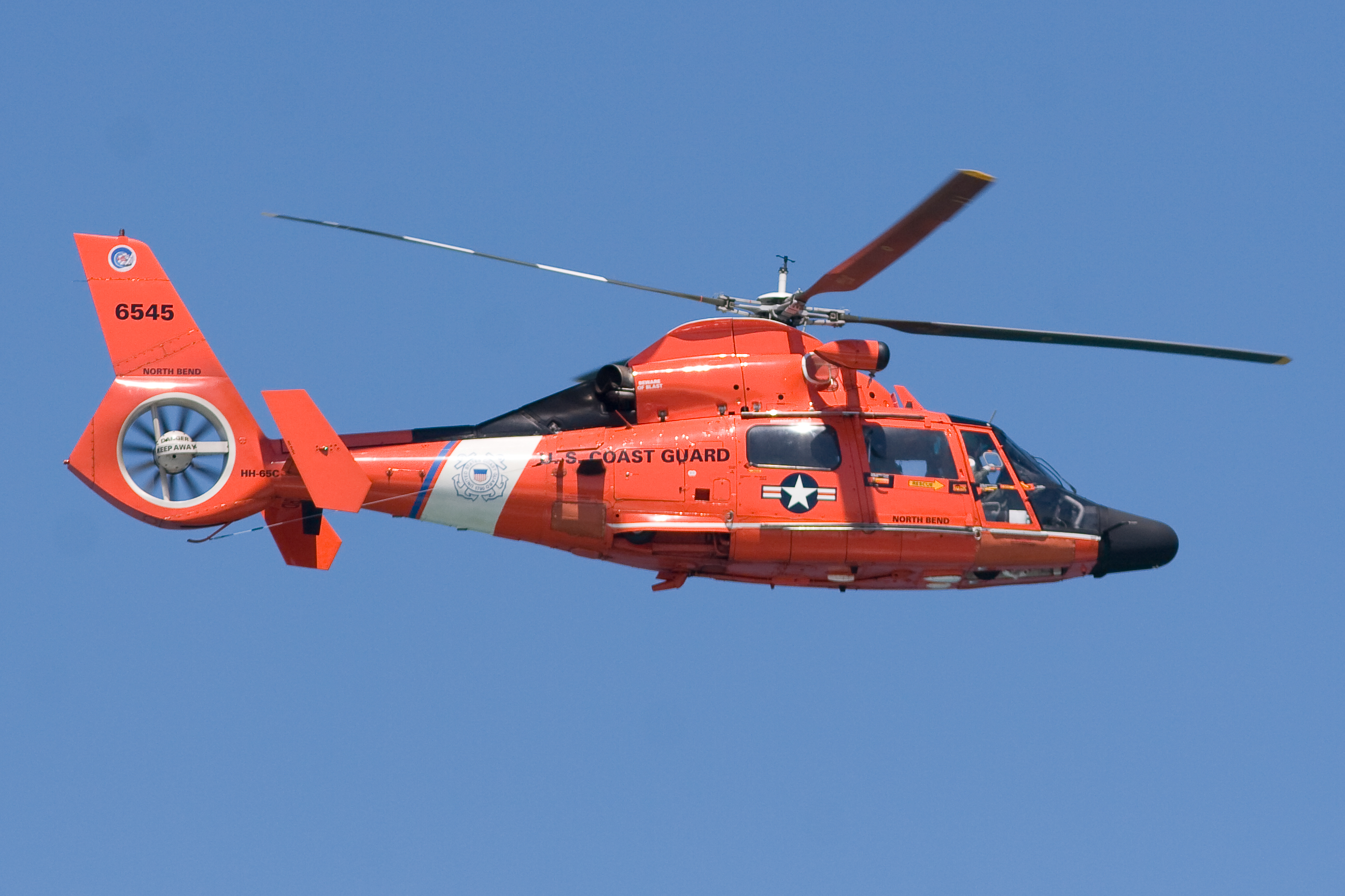
Helikopter från Eurocopter (MH-65 Dolphin) tillhörande USA:s kustbevakning.

Kustbevakning utförs av de myndigheter i olika länder som ansvarar för patrullering av landets territorialvatten för att hindra olyckor och brott. Till de uppdrag som kan utföras av en kustbevakningsmyndighet hör:
- Sjöräddning
- Sjöpolisverksamhet
- Fartygsinspektion
- Farledsarbete
- Gränskontroll

Under krig eller beredskap kan en kustbevakning även ha ansvar för hamnförsvar, hamnbevakning, marin säkerhetsunderrättelsetjänst och marin kustbevakning eller krigspolisverksamhet.
Uppdrag och ansvar varierar mycket mellan olika länder. Den polisiära rollen varierar mycket begränsad. 
Kustbevakningen kan tillhöra ett lands väpnade styrkor, vara sjöräddningsorganisation liksom liksom ägna sig åt fiskerikontroll och miljöskydd. 
USA:s kustbevakning är, till exempel, militärt organiserad med polisiära och en mängd andra uppdrag, medan däremot den brittiska kustbevakningen enbart är en civil sjöräddningsmyndighet.

## Argentina

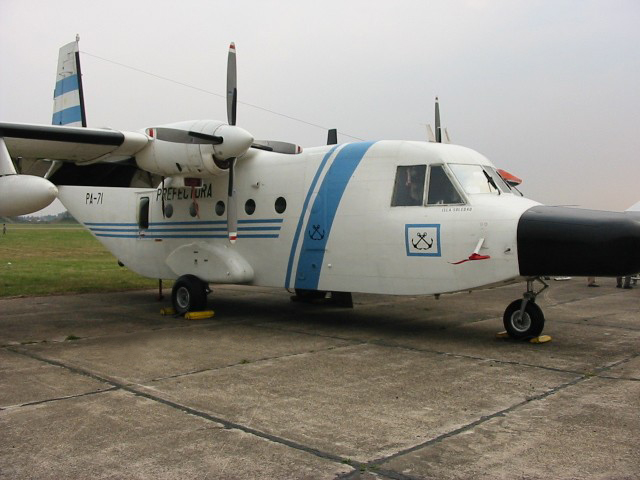
CASA C-212 Aviocar från den argentinska kustbevakningen.

Argentinas kustbevakning, Prefectura Naval Argentina, som bildades 1810, är en militär myndighet vilken sorterar under det argentinska inrikesdepartementet. I dess uppdrag ingår sjöräddning, fartygsinspektion, fartygsregistrering, utfärdande av  nautiska och andra behörigheter, fartygsbärgning, haveriutredningar, miljöskydd, farledsarbete, allmän ordning och säkerhet, brottsbekämpning och hamnsäkerhet.

## Australien

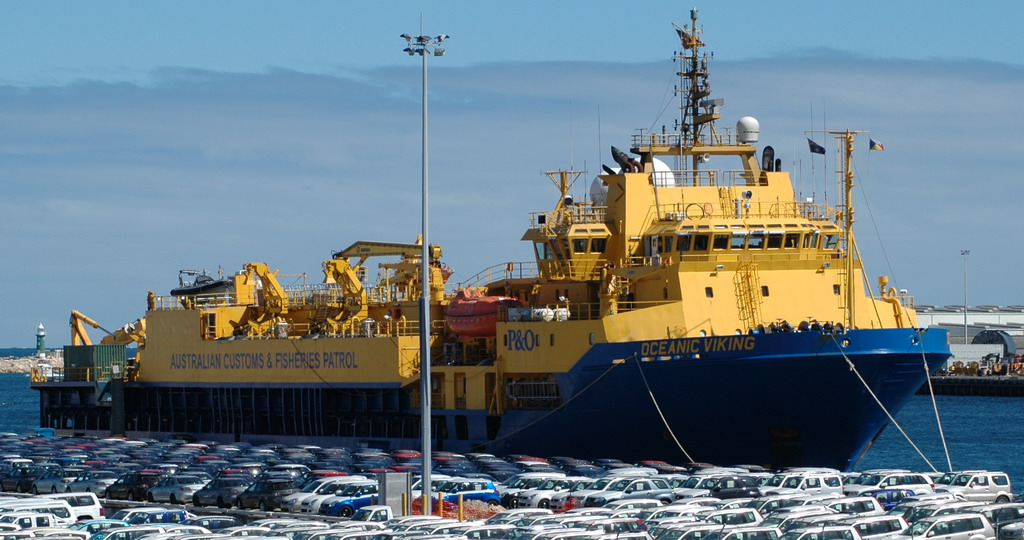
Australiska kustbevakningsfartyget Ocean Viking 2006.

Ansvaret för Australiens kustbevakning är delat mellan gränsbevakningsmyndigheten, Australian Border Force och den australiska försvarsmakten, Australian Defence Forces.  Verksamheten samordnas av ett gemensamt ledningsorgan, Border Protection Command. Royal Volunteer Coastal Patrol och Australian Volunteer Coast Guard är civila sjöräddningssällskap utan myndighetsuppdrag.

## Bangladesh
Kustbevakningen i Bangladesh, Bangladesh Coast Guard, bildades 1995 och lyder under inrikesministeriet. I dess uppdrag ingår att skydda de nationella intressena till sjöss, fiskeskydd, migrationskontroll, miljöskydd, katastrofhjälp, sjöräddning, sjöbevakning samt att bekämpa smuggling och sjöröveri. Vid krig eller beredskap skall myndigheten understödja Bangladeshs marin.

## Belgien
Belgiens kustbevakning, Kustwacht eller Garde Côtière  bildades 2003. Det är en samarbetsorganisation mellan olika planerande och verkställande federala myndigheter samt mellan dessa och den flamländska regionen.

## Chile
Den chilenska kustbevakningen, Dirección General del Territorio Marítimo y de la Marina Mercante, är en militär sjöfartsmyndighet helt integrerad i den chilenska marinen. Dess huvuduppgift är att administrera det chilenska kustområdet och det chilenska territorialhavet samt att utöva den tekniska och professionella tillsynen av den chilenska handelsflottan och den chilenska sjöfarten. Myndigheten skall därvid bland annat ansvara för sjösäkerhet och sjöfartsinspektion, utreda sjöfartsolyckor och haverier, fungera som sjöfartspolis, utfärda nautiska och andra behörigheter samt bevis om fartygsklassning, leda sjöfartens tekniska utveckling, svara för miljöskydd och övervakning av naturresursutvinning i kust- och havsområdet samt fiskeriinspektion, samt förbereda handelsflottans militära användning vid krig och mobilisering.

## Colombia
Kustbevakningen i Colombia, Cuerpo de Guardacostas de la Armada Nacional, som bildades 1979, är en militär myndighet som ingår i den colombianska marinen. Till dess uppgifter hör militärt försvar, ordning och säkerhet, fiskerikontroll, tullkontroll, sjöbevakning, sjöräddning, migrationskontroll, miljöskydd och naturresursövervakning.

## Costa Rica
Costa Rica saknar militära trupper och har enbart polisiära styrkor. Costa Ricas kustbevakning, Servicio Nacional de Guardacostas, som bildades 2000, är en polisiär myndighet underställd Dirección Nacional del Servicio de Vigilancia Marítima i Costa Ricas säkerhetsdepartement. I dess uppdrag ingår naturresursövervakning, sjöräddning och tullkontroll.

## Danmark
Danmark har ingen kustbevakning med civila befogenheter. Tullen och fiskerinspektionen har istället egna övervakningsresurser. Gränsövervakningen till havs sköts av den danska flottans operativa styrkor, Søværnets Operativa Kommando (SOK). SOK har även flera civila uppdrag avseeende operativ övervakning- och kontroll, vilket även i viss utsträckning omfattar tullkontroll och sjöpolisverksamhet. Den danska flottan bemannar Danmarks miljöskyddsfartyg och är utförare av den danska sjöräddningstjänsten.

## Ecuador
Den ecuadorianska kustbevakningen, Cuerpo de Guardacostas de la Armada Ecuatoriana, som bildades 1980, är en militär myndighet som ingår i Ecuadors marin. I dess uppdrag ingår ordning och säkerhet, sjöräddning och miljöskydd.

## Estland
Ansvaret för kustbevakningen i Estland åvilar det estniska gränsbevakningsväsendet, Piirivalveamet, vilket är en militär myndighet underställd inrikesministeriet. Dess ansvarsområde omfattar militär och polisiär gränsövervakning. Inom gränsbevakningen utförs kustbevakningsuppdrag av en sjöbevakningsgrupp och en flyggrupp. Gränsbevakningen har åtta fartyg, 21 patrullbåtar och 36 motorbåtar. Under gränsbevakningsväsendet lyder även sjöräddningscentralen i Tallinn. Den 1 januari 2010 slogs polisen, gränsbevakningen och migrationsverket samman och bildade en ny gemensam polis- och gränsbevakningsmyndighet.

## Finland

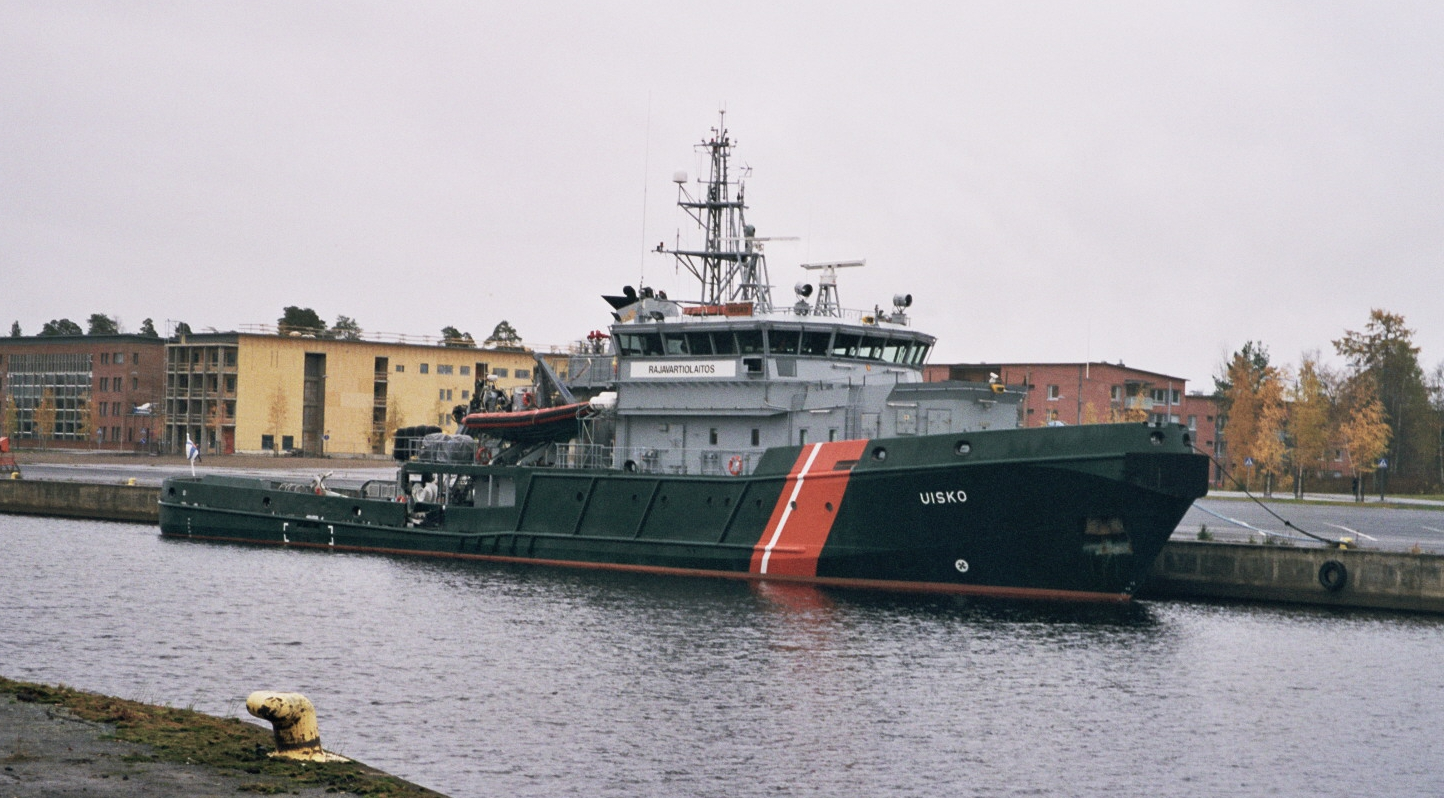
Sjöbevakningsfartyget VL Uisko.

Den finska Sjöbevakningen utgör den sjöoperativa delen av det finska gränsbevakningsväsendet. Sjöbevakningen är en militär gränsbevakningsmyndighet som lyder under inrikesministeriet och har som uppgift att utföra tjänster som berör den maritima säkerheten.

## Filippinerna
Den filippinska kustbevakningen, Philippine Coast Guard (PCG), är en militär myndighet som lyder under det filippinska kommunikationsdepartementet. I dess uppdrag ingår sjöpolisverksamhet, miljöskydd och farledsarbete.

## Frankrike

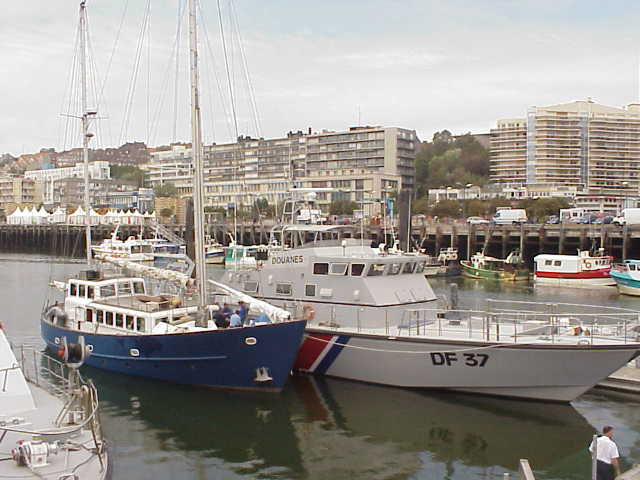
Den franska tullkryssaren DF37 Vent d'Aval.

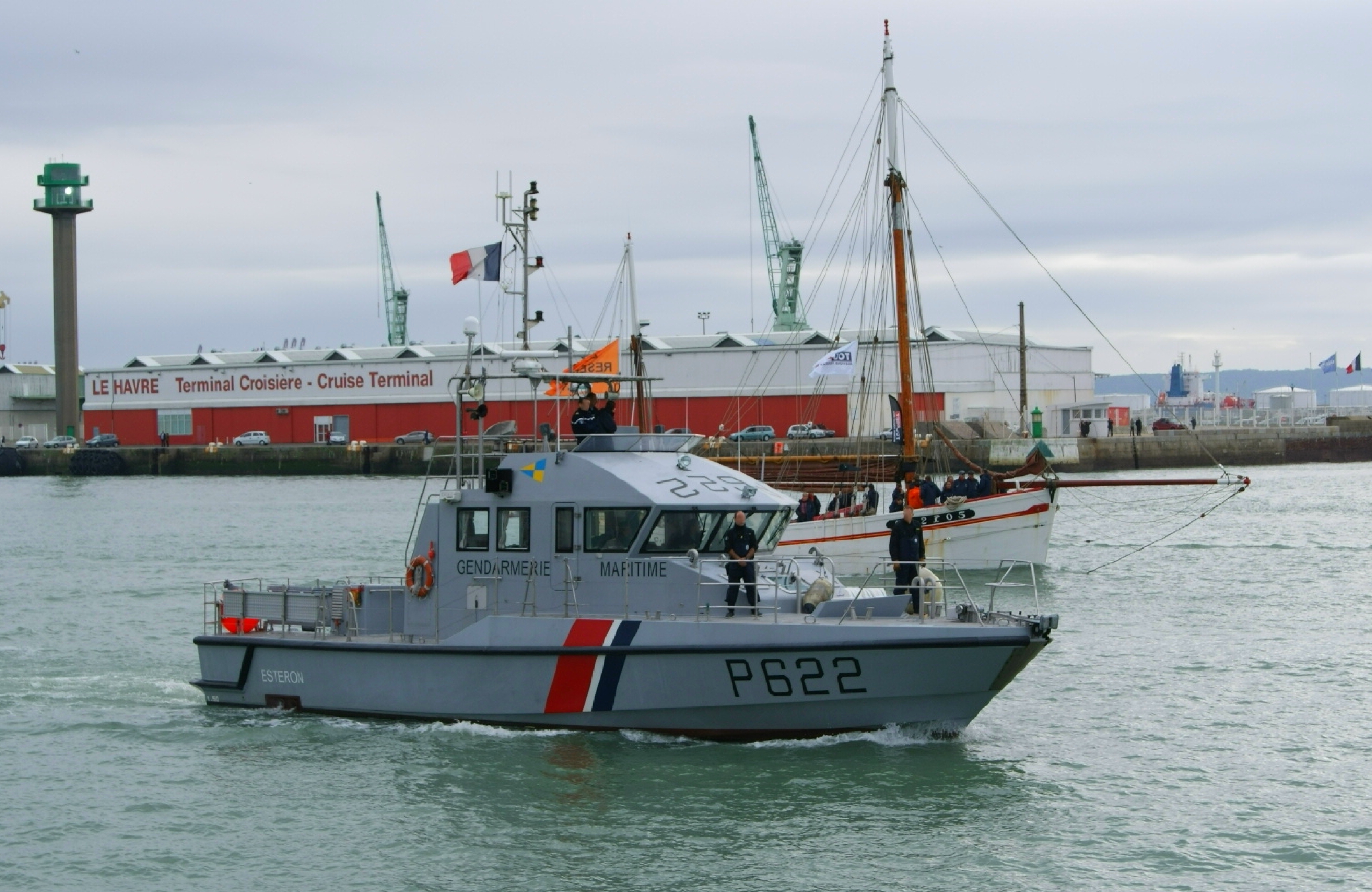
Patrullbåt från sjöfartsgendarmeriet.

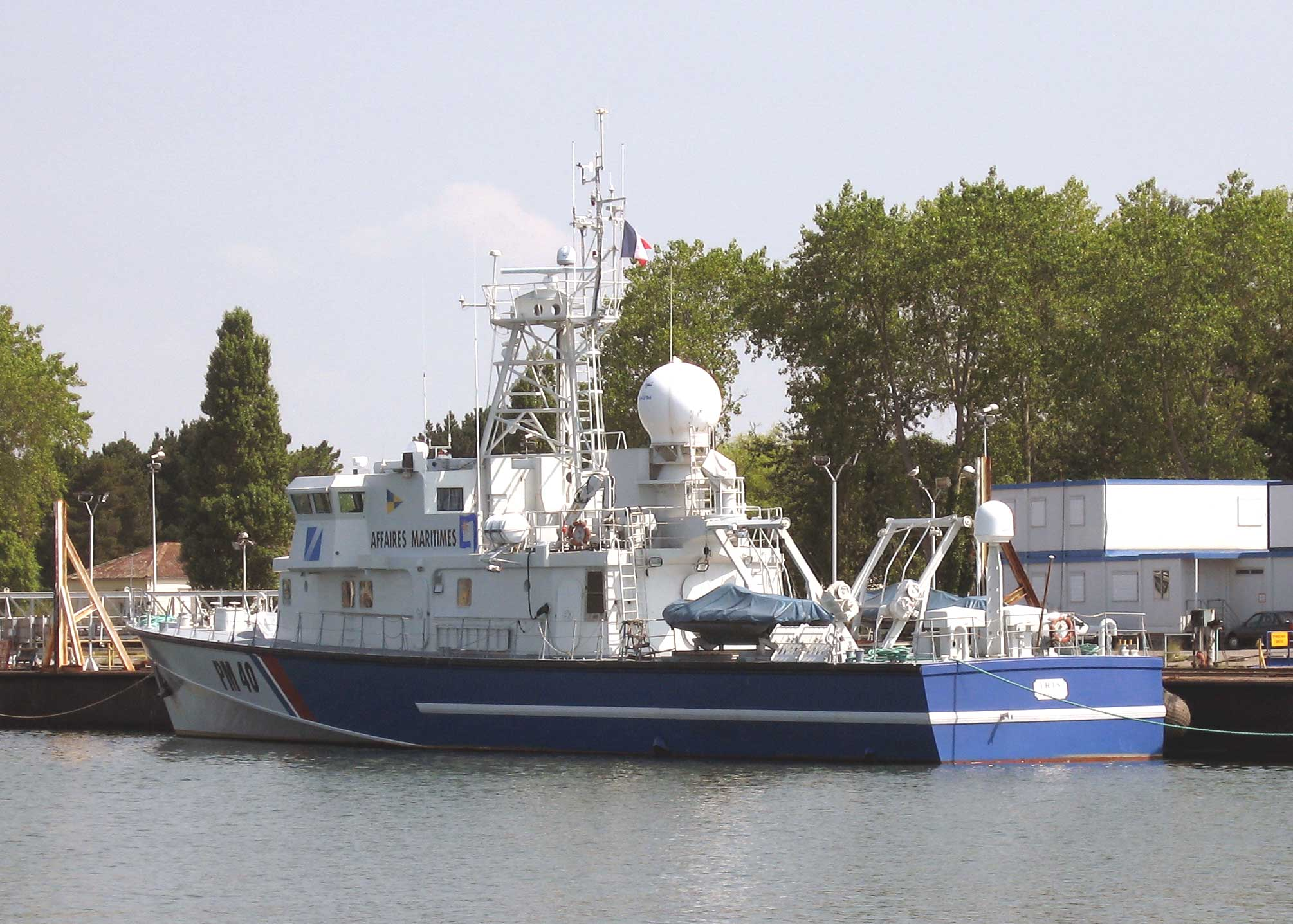
Patrullfartyg från den franska sjöfartsmyndigheten.

Det franska tullverkets kustbevakning, Service garde-côte de la douane française, är en tullfiskal kustbevakningsorganisation vars huvuduppgift är att bekämpa smugglingsbrott. Kustbevakningen medverkar även vid miljöskydd och fiskeritillsyn samt vid sjöräddning. Gendarmeriet sjöpolisenheter, Gendarmerie maritime utövar även en polisiär kustbevakning samt medverkar vid sjöräddning. Även den franska sjöfartsmyndigheten, Affaires maritimes har kustbevakningsuppdrag.
Tullverkets kustbevakning hade 2005 till sitt förfogande 29 patrullfartyg (VCG), dels 27 patrullbåtar (VSR). Personalstyrkan utgjordes av 650 personer i sjögående tjänst och 150 personer i flygtjänst. Det maritima gendarmeriet hade 30 patrullbåtar och en personalstyrka om 1 100 polissoldater. Sjöfartsmyndigheten hade tre patrullfartyg och tre patrullbåtar för kustbevakningsuppdrag.

## Grekland

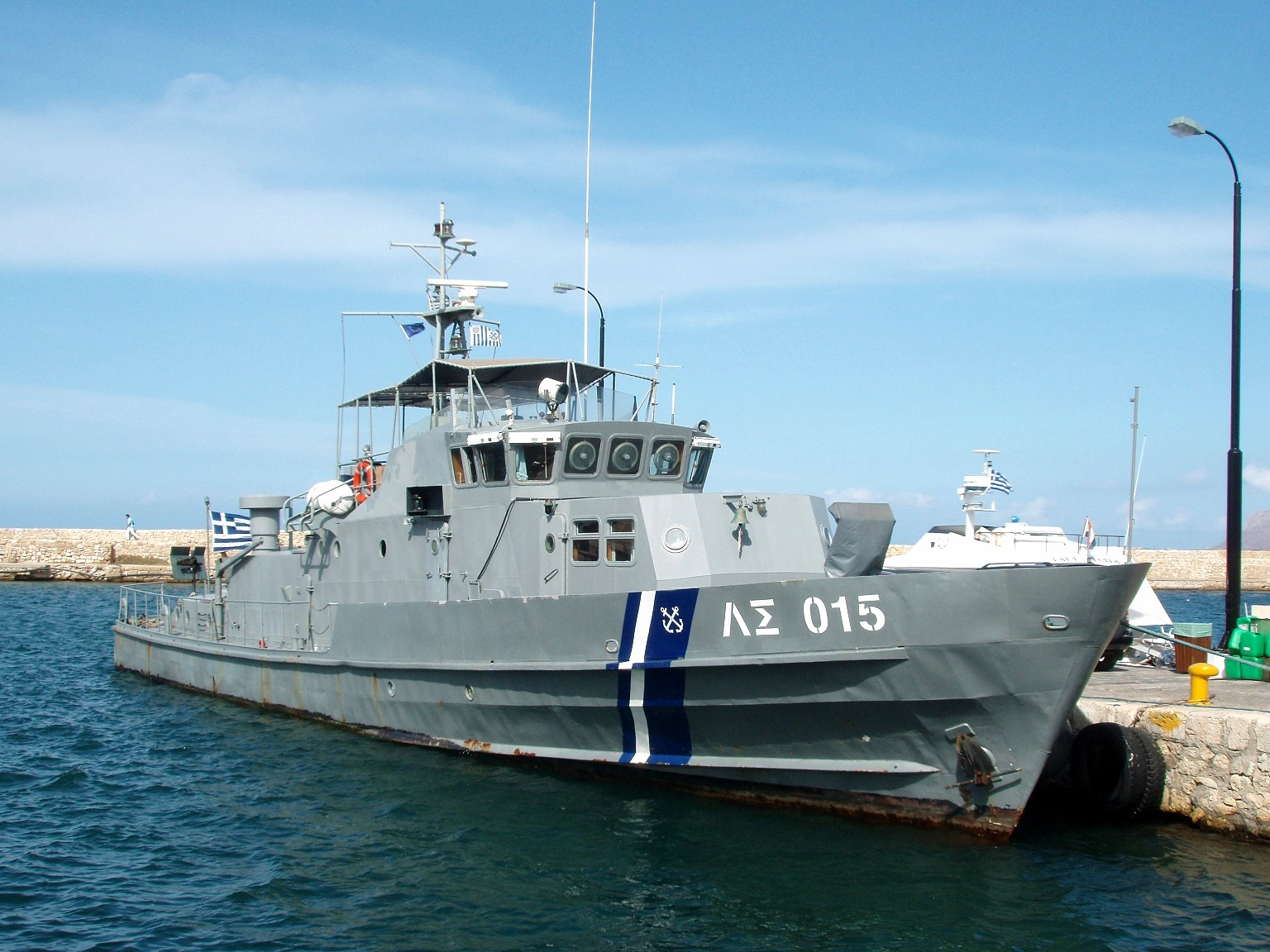
Det grekiska kustbevakningsfartyget ΛΣ-015 i hamn på Kreta.

Den grekiska kustbevakningen, Λιμενικό Σώμα (Limeniko Soma, bokstavligen "hamnkåren"), är en paramilitär myndighet underställd sjöfartsministeriet (Ministry of Shipping & the Aegean). Till dess viktigaste uppgifter hör brottsbekämpning till havs, sjöräddning, havsmiljöskydd, fiskeriinspektion och migrationskontroll.

## Indien
Huvudartikel: Indiens kustbevakning
Indiens kustbevakning, The Coast Guard Organisation, som bildades 1978, har som uppgift att genomföra sjöövervakning, sjöräddning, miljöskydd och brottsbekämpning till sjöss samt vid krig bistå den indiska marinen. Den består av cirka 5 000 personer, samt fartyg och flyg.

## Irland
Den irländska kustbevakningen, Irish Coast Guard (IRCG) (Garda Cósta na hÉireann), är en civil sjöräddningsmyndighet under kommunikationsdepartementet. Den ansvarar för sjöräddning, miljöskydd, sjöradio och sjösäkerhetsarbete. IRCG:s jurisdiktion omfattar republiken Irland samt delar av Nordirland.

## Island

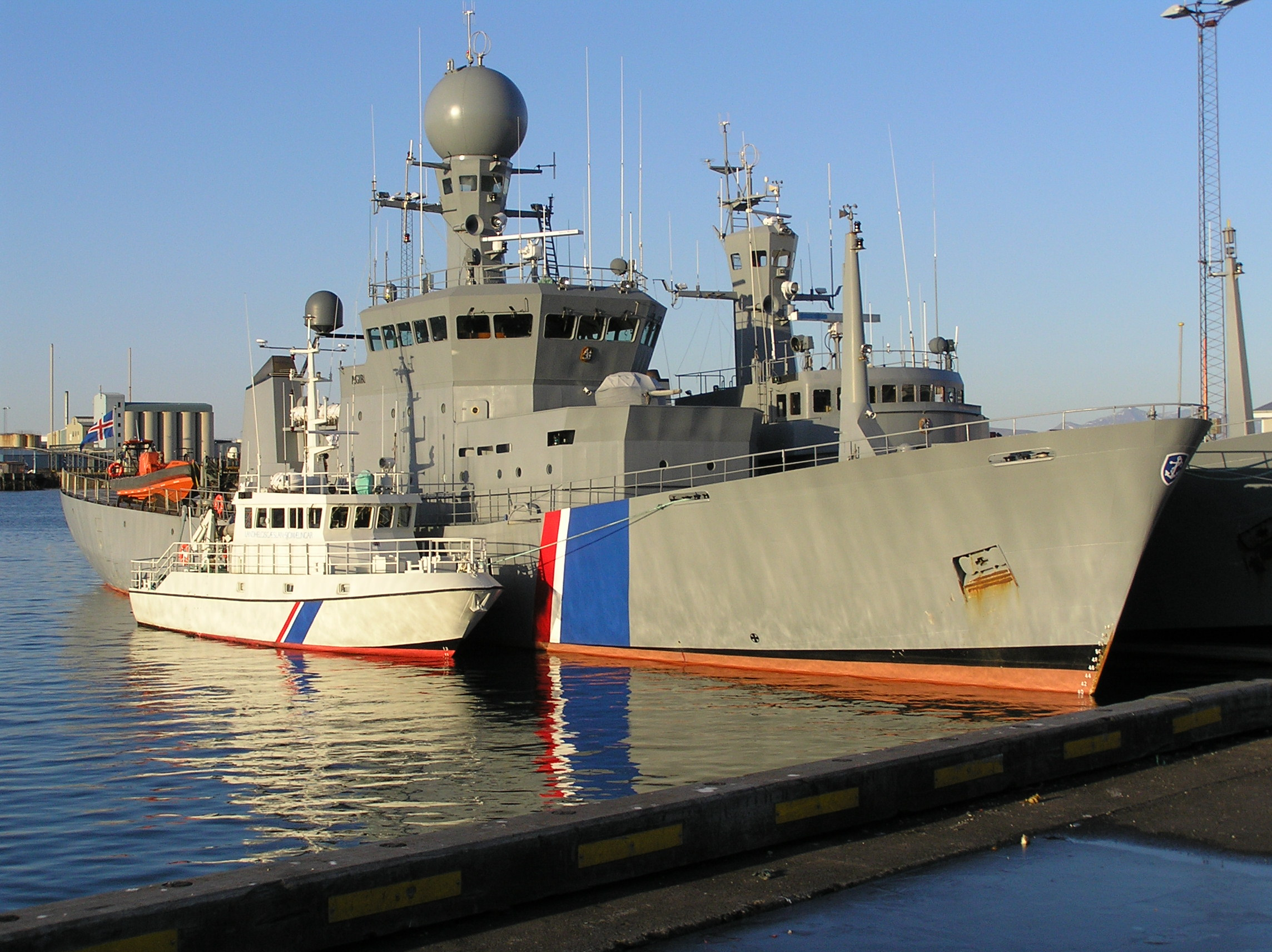
Isländska kustbevakningsfartyg

Landhelgisgæsla Íslands, den isländska kustbevakningen, är en paramilitär kustbevakningsmyndighet vars huvuduppgift är att upprätthålla överhögheten över de isländska territorialvattnen och kontrollen över den isländska ekonomiska zonen. Landhelgisgæslan ansvarar också för sjöräddning och minröjning samt fiskeriinspektion. Landhelgisgæslan opererar ibland i grönländska och färöiska farvatten i enlighet med ett bilateralt avtal med Danmark om ömsesidig hjälp.
Då Island saknar väpnade styrkor fungerar Landhelgisgæslan i praktiken även som landets flotta och utkämpade 1948-1976 flera torskkrig med Storbritanniens flotta.

## Italien

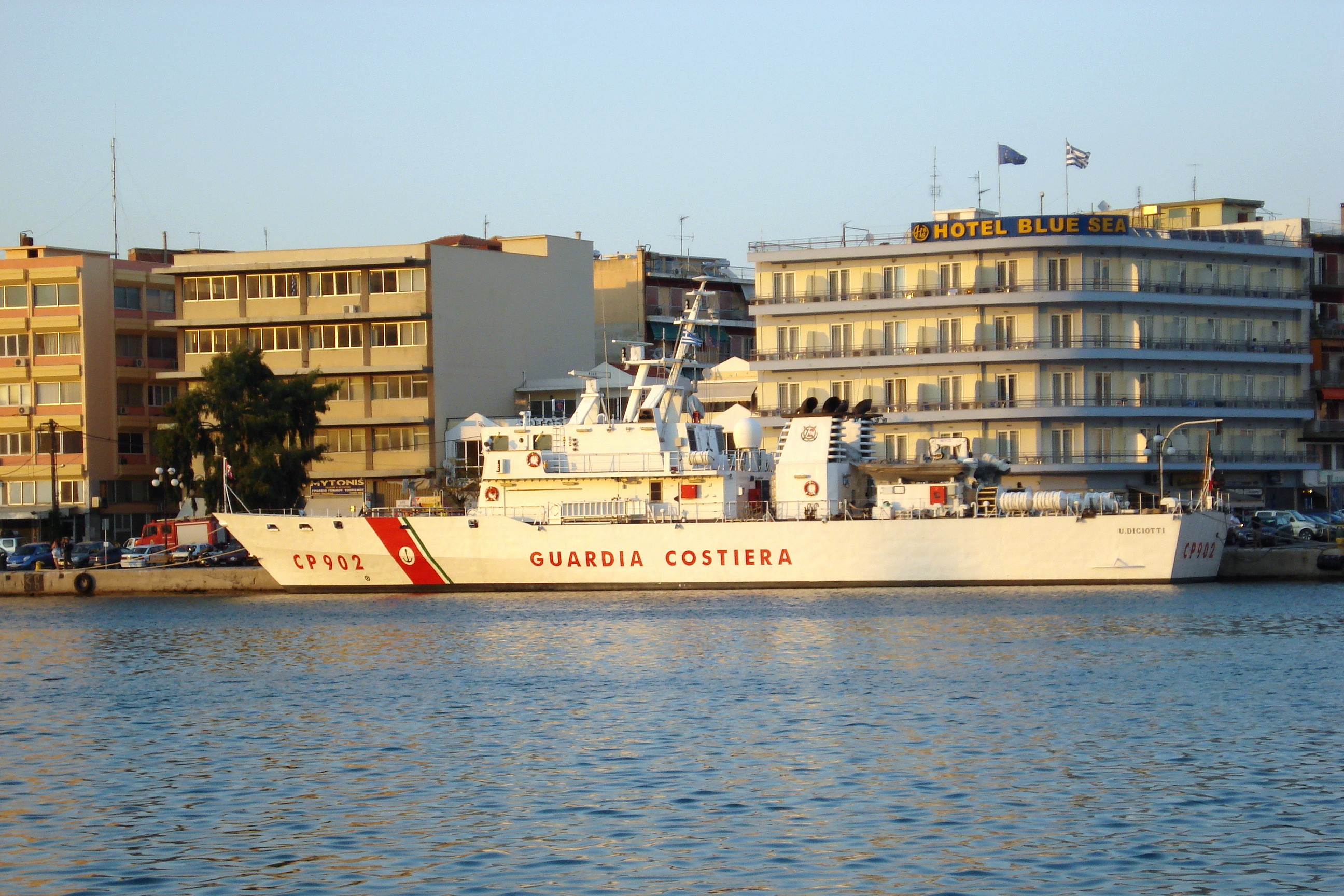
Det italienska kustbevakningsfartyget U. Diciotti 2008.

I Italien finns det dels en militär kustbevakning, Guardia Costiera, dels en tullfiskal kustbevakning vilken tillhör Guardia di Finanza.

## Japan

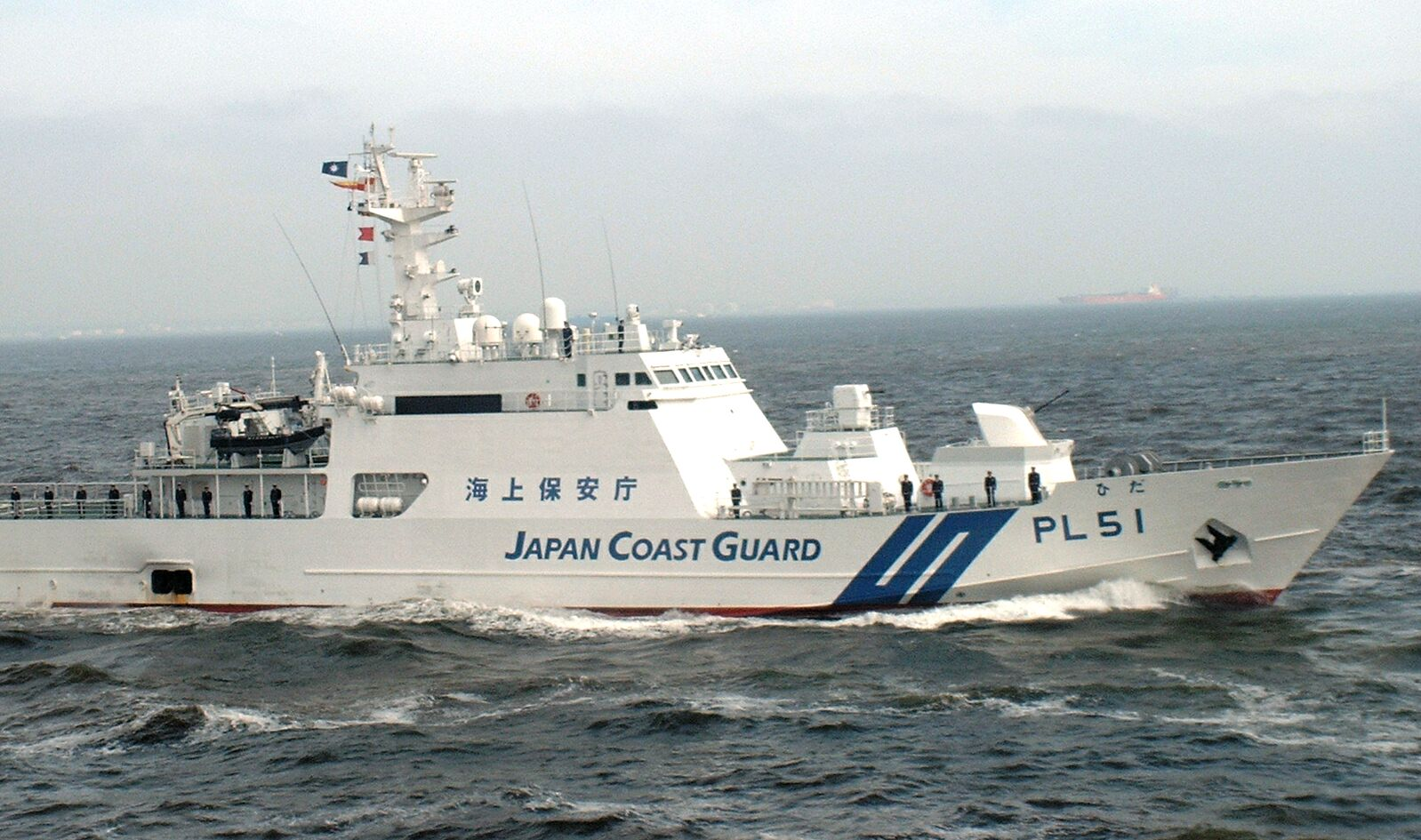
Japanska kustbevakningsfartyget PL 51 Hida 2006.

Den japanska kustbevakningen, 海上保安庁 (Kaijō Hoan-chō), är en paramilitär myndighet underställd transportministeriet (Ministry of Land, Infrastructure, Transport and Tourism). Den ansvarar för tullkontroll och gränskontroll till sjöss samt sjöövervakning med främsta uppgift att bekämpa sjöröveri terrorism, illegalt fiske och illegal sjömätningsverksamhet av främmande statsfartyg, samt för fiskeriinspektion, fartygskontroll, sjöräddning, sjömätning och oceanografi, farledsarbete och sjötrafikledning.

## Kanada
Den kanadensiska kustbevakningen, Canadian Coast Guard, är en civil myndighet underställd fiskeri- och havsministeriet, som närmast har karaktär av sjöfartsverk. I dess uppdrag ingår isbrytning, sjöräddning, miljöskydd, farledsarbete och sjöradio. Dess fartyg står till andra myndigheters förfogande för fiskeriinspektion, havsforskning, gränskontroll och andra uppgifter.

## Kina
Kinas kustbevakning, Maritime Police (中国海警) , är en tjänstegren inom Folkets beväpnade polis.

## Kroatien
Den kroatiska kustbevakningen, Obalna straža Republike Hrvatske, är ett vapenslag inom den kroatiska marinen. Den upprättades 2007. Dess huvuduppgifter är att upprätthålla den nationella suveräniteten i de kroatiska territorialvattnen och den kroatiska jurisdiktionen över den kroatiska ekologiska zonen och fiskezonen samt kontinentalsockeln.

## Lettland

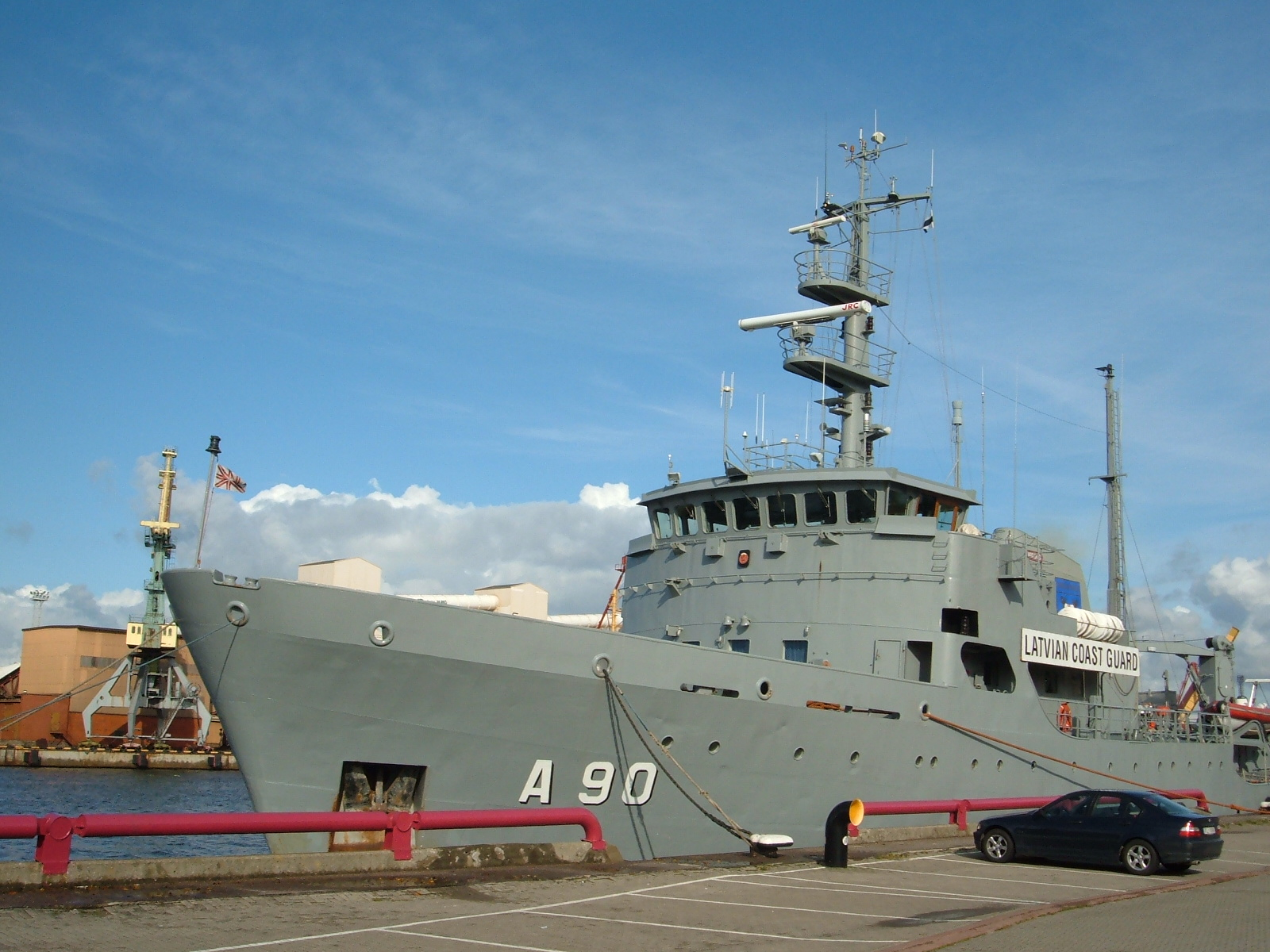
Det lettiska kustbevakningsfartyget Varonis 2008.

Den lettiska kustbevakningen, Krasta apsardzes dienests (KAD), är en av den lettiska marinens två operativa huvuddelar. KAD bildades 2004 och är underställd chefen för den lettiska marinen. I dess ansvarsområde ingår sjöräddning, miljöskydd, naturresursövervakning, fiskeri- och miljöinspektion.

## Litauen
Ansvaret för kustbevakningen i Litauen åvilar det litauiska gränsbevakningsväsendet, Valstybės sienos apsaugos tarnyba (VSAT), vilket är en militär myndighet underställd inrikesministeriet. Dess ansvarsområde omfattar militär och polisiär gränsövervakning. Inom gränsbevakningen utförs kustbevakningsuppdrag av en av de sju gränsbevakningsdistrikten - Pakrančių apsaugos rinktinė (kustbevakningsdistriktet).

## Malaysia
Den malaysiska kustbevakningen, Malaysian Maritime Enforcement Agency (MMEA), är en paramilitär myndighet direkt underställd regeringskansliet (Prime Minister's Department). MMEA ansvarar för brottsbekämpning och räddningstjänst till sjöss.

## Nederländerna

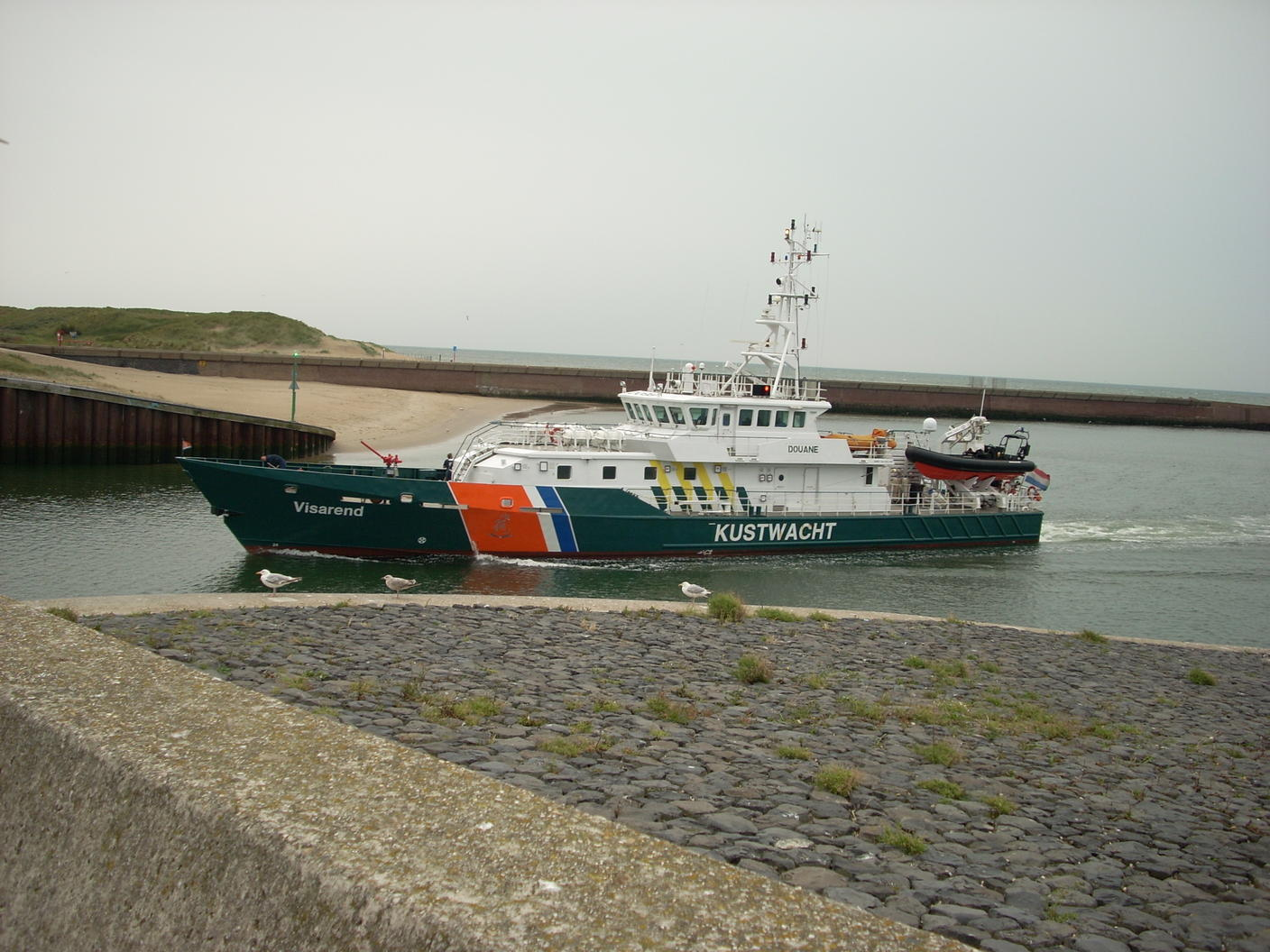
Det nederländska kustbevakningsfartyget Visarend 2007.

Den nederländska kustbevakningen, Nederlandse Kustwacht, var från 1987 en samarbetsorganisation av samma typ som i Tyskland (se nedan), men 2007 blev den en egen civil myndighet under försvarsdepartementet. I dess uppdrag ingår sjöräddning, katastrofhjälp, farledsarbete, sjöbevakning, sjöpolisverksamhet, tullövervakning, miljöskydd, fiskeriinspektion, sjöfartsinspektion, gränskontroll samt övervakning av gas- och oljeutvinning i Nordsjön. Kustbevakningens operativa ledning utövas av den nederländska marinen. Sjögående och flygande enheter har ställts till förfogande av Rijksrederij van Rijkswaterstaat Noordzee och ett antal myndigheter.

### Nederländska Antillerna och Aruba
Kustbevakningen för Nederländska Antillerna och Aruba, Die Kustwacht voor de Nederlandse Antillen & Aruba, är en samarbetsorganisation mellan dessa två länder och Nederländerna. Kustbevakningsledningen finns i Curaçao, där finns också kustbevakningens räddnings- och samordningscentral. Kustbevakningen opererar från fyra stödjepunkter: Aruba, Sint Maarten, Curaçao och Hato-Curaçao. I dess uppdrag ingår dels myndighetsutövning i form av bekämpning av narkotika- och vapensmuggling, illegal invandring, illegalt fiske samt miljöbrott, dels biståndsverksamhet i form av sjöräddning.

## Norge

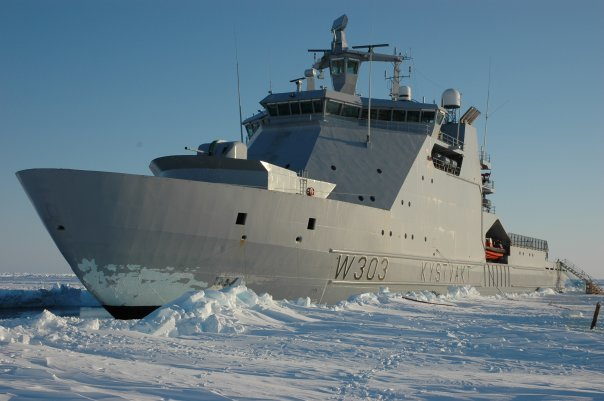
Det norska kustbevakningsfartyget KV Svalbard 2007.

Den norska kustbevakningen, Kystvakten, är en av den norska marinens tre vapenslag. Den upprättades 1977 när Norge etablerade en 200 nautiska mils ekonomisk zon. Samtidigt blev den tidigare fiskeriinspektionen nedlagd. Kystvaktens huvuduppgifter är att upprätthålla den nationella suveräniteten i de norska farvattnen, fiskeriinspektion, tullbevakning, miljötillsyn, anloppskontroll och sjöräddning.

## Pakistan
I Pakistan finns dels en militär kustbevakningsmyndighet, Maritime Security Agency (MSA), under försvarsministeriet, dels en paramilitär, Pakistan Coast Guards (PCG), lydande under inrikesministeriet. MSA vilken bildades 1987 är verksam i havsområdet och har till uppgift att upprätthålla pakistansk maritima jurisdiktion. Sjöräddningscentralen i Karachi lyder under MSA. PCG vilken bildades 1972 är verksam i kustområdet. Dess huvuduppgift är att bekämpa smuggling.

## Peru
Den peruanska kustbevakningen, Dirección General de Capitanías y Guardacostas, som bildades 1919, är en militär myndighet som ingår i den peruanska marinen. 1969 bildades Cuerpo de Capitanías y Guardacosta - kustbevakningskåren - som en särskild personalkår för marinens kustbevakningspersonal. Till dess uppgifer hör sjöfarts- flod, sjö- och fiskeripolis, miljöskydd och naturresursövervakning.

## Polen

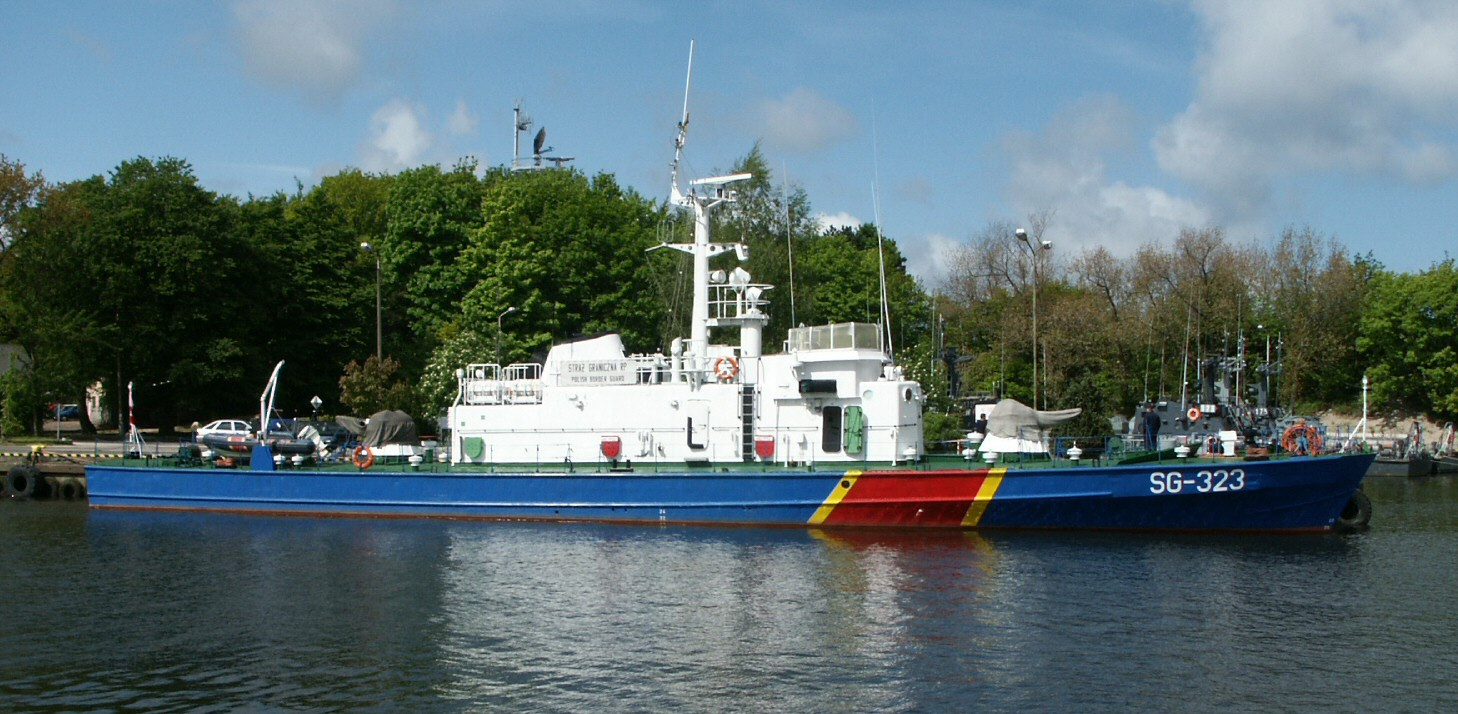
Det polska gränsbevakningsfartyget SG-323 Zefir 2004.

Ansvaret för kustbevakningen i Polen åvilar den polska gränsbevakningen, Straż Graniczna, vilket är en militär myndighet underställd inrikesministeriet. Kustbevakningsuppgifterna utförs av Morskiego Oddziału Straży Granicznej (den maritima gränsbevakningsregionen), med stab i Gdańsk.

## Portugal
Den portugisiska kustbevakningen, Polícia Marítima, är en militär kustbevakning som tillhör den portugisiska sjöövervakningsmyndigheten, Sistema de Autoridade Marítima, vilken ingår i den portugisiska marinen. I dess uppdrag ingår brottsbekämpning, framförallt av terroristbrott, sjöröveri, narkotikasmuggling och illegal invandring, gränskontroll,  sjöfartskontroll och miljöskydd samt sjöräddning.

## Ryssland

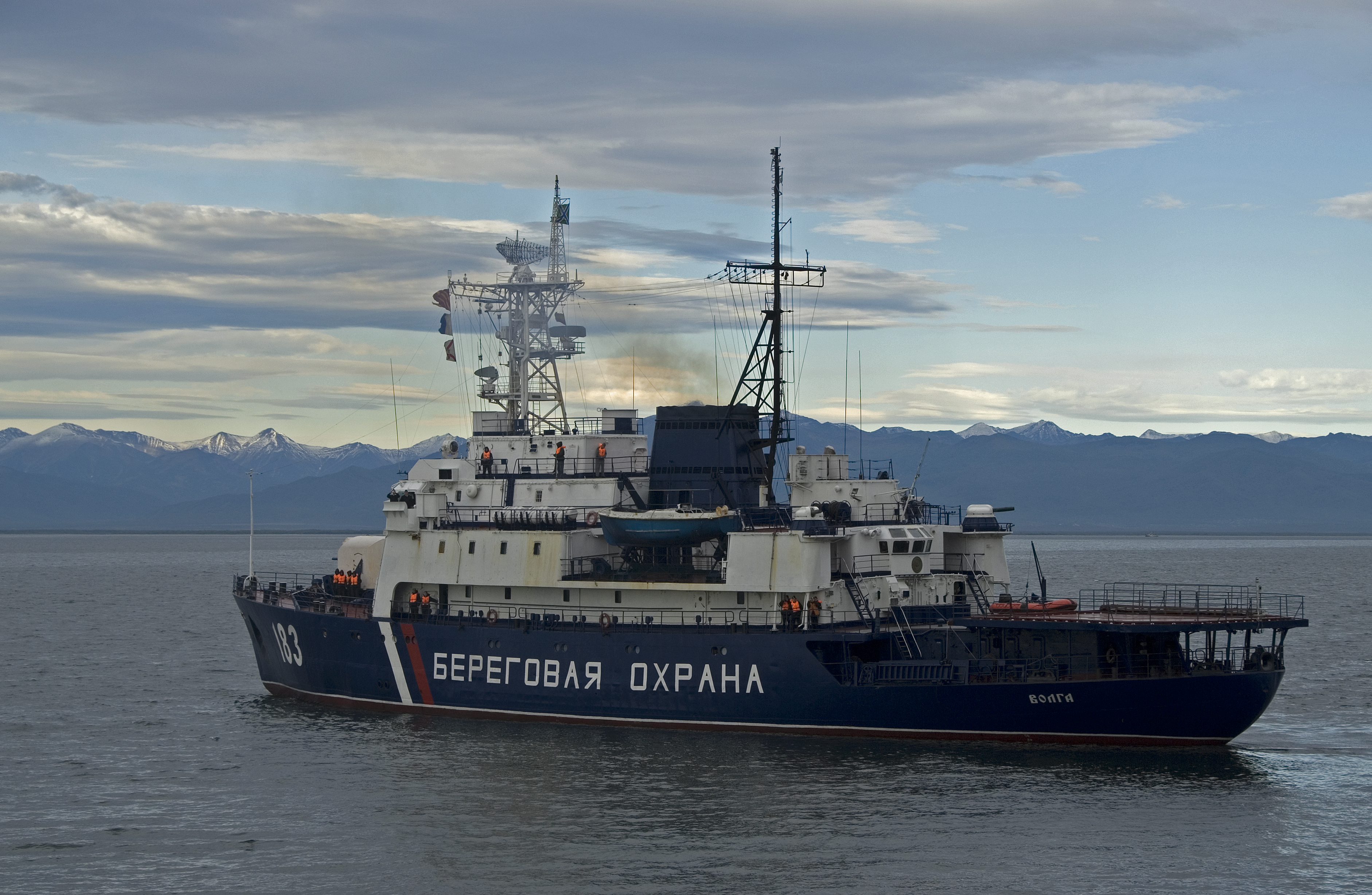
Det ryska kustbevakningsfartyget Volga 2007.

Ansvaret för kustbevakningen i Ryssland åvilar Ryska federationens kustbevakning, som ingår i Ryska federationens gränsbevakning vilket är en militär myndighet underställd den Ryska federationens federala säkerhetstjänst. Marina förband i Ryska federationens inrikestrupper har också kustbevakningsliknande uppdrag.

## Singapore
Kustbevakningen i Singapore, Singapore Police Coast Guard, tillhör polisen. År 1993 uppgraderades den tidigare sjöpolisen (Marine Police) till en fullfjädrad kustbevakningsmyndighet, men kvarstod under polisens kontroll. Kustbevakningen har till uppgift att upprätthålla allmän ordning och säkerhet inom Singapores territorialvatten, samt att bekämpa brott. Den har även ansvar för sjöräddningen. Vid genomförande av sina uppgifter samarbetar man med Singapores sjöfartsverk, flotta, migrationsverk och tullverk.

## Spanien

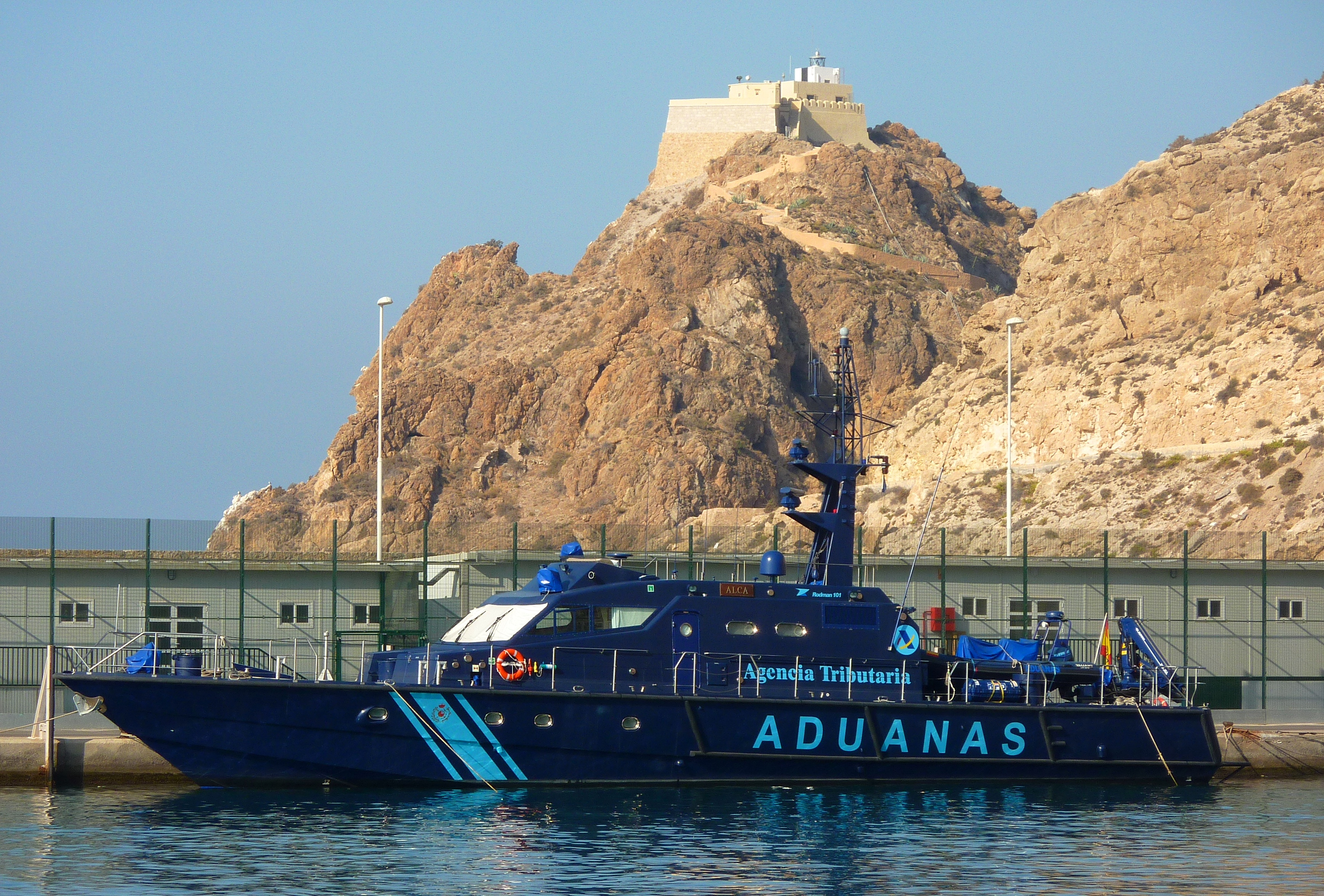
Spanska tullkryssaren Alca av Gerifalte-klass (Rodman-101) 2009.

Den spanska tullverkets kustbevakning, Servicio de Vigilancia Aduanera, är en ren tullfiskal kustbevakning vars huvuduppgift är bekämpning av smugglingsbrott. Gränskontroll och bekämpning av illegal invandring tillhör Guardia Civils ansvarsområde. Till sjöss genomförs dessa uppdrag av Servicio Marítimo de la Guardia Civil.

### Galicien
Den spanska regionen Galicien bildade 2004 en egen kustbevakning, Servicio de Guardacostas de Galicia, vars ansvarsområde omfattar fiskerikontroll i regionens kustområden.

## Sri Lanka
Sri Lankas kustbevakning, Coast Guard Department, är en civil myndighet som lyder under det lankesiska försvarsdepartementet. Dess uppdrag omfattar naturresursövervakning, sjöräddning, miljöskydd, tull- och gränskontroll samt bekämpning av sjöröveri. Myndigheten bildades 2008 genom att den tidigare kustbevakningen, Coast Guard Unit, överfördes från fiskeriministeriet och fick utökade befogenheter.

## Storbritannien

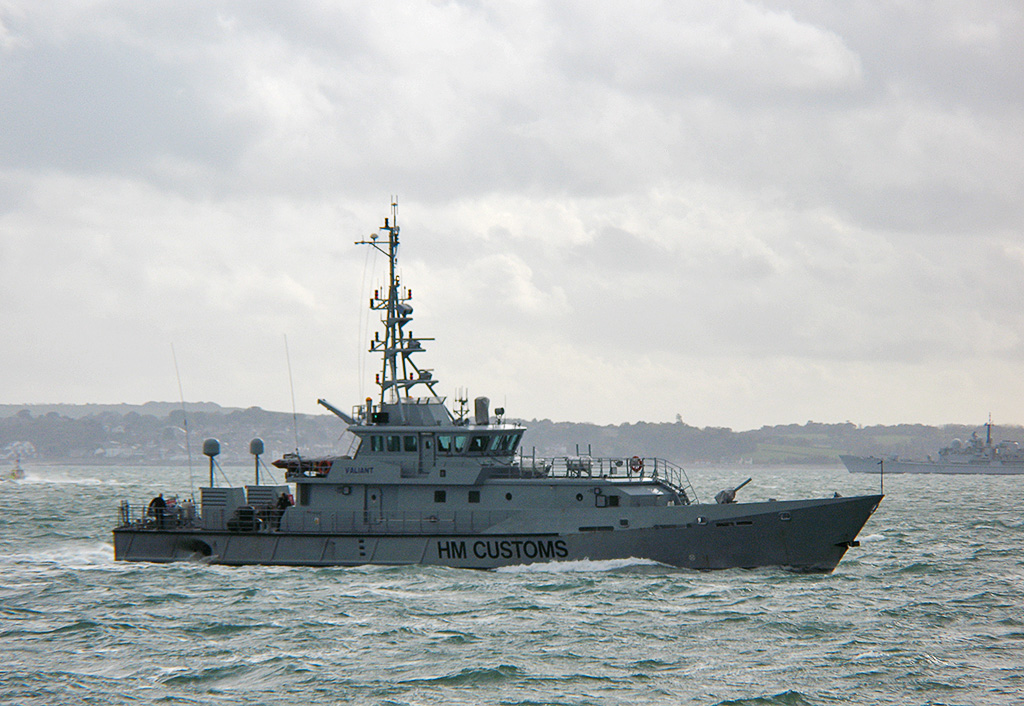
Brittiske tullkryssaren HMRC Valiant 2008.

Den brittiska kustbevakningen, Her Majesty's Coastguard är en civil sjöräddningsmyndighet, som ingår i det brittiska sjöfartsverket, Maritime and Coastguard Agency. En kustbevakningsfunktion utövades av den sedan 2008 fungerande brittiska gränsbevakningen, UK Border Agency, som övertog tullverkets tullkryssare och kustbevakningspersonal. Denna myndighet ersattes 2013 av Border Force.

### Brittiska kronbesittningar

#### Isle of Man
Isle of Man har sedan 1989 sin egen kustbevakning. Isle of Man Coastguard bildades 1989 sedan den brittiska kustbevakningen avvecklade sin verksamhet på ön. Den är en sjöräddningsorganisation som ingår i Isle of Mans hamnmyndighet.

#### Guernsey
Hamnmyndigheten är kustbevakning för Guernsey och fungerar därvid som sjöräddningsmyndighet.

#### Jersey
Jersey har en egen kustbevakning. Jersey Coastguard är en civil sjöräddningsorganisation som ingår i Jerseys hamnmyndighet.

## Sverige

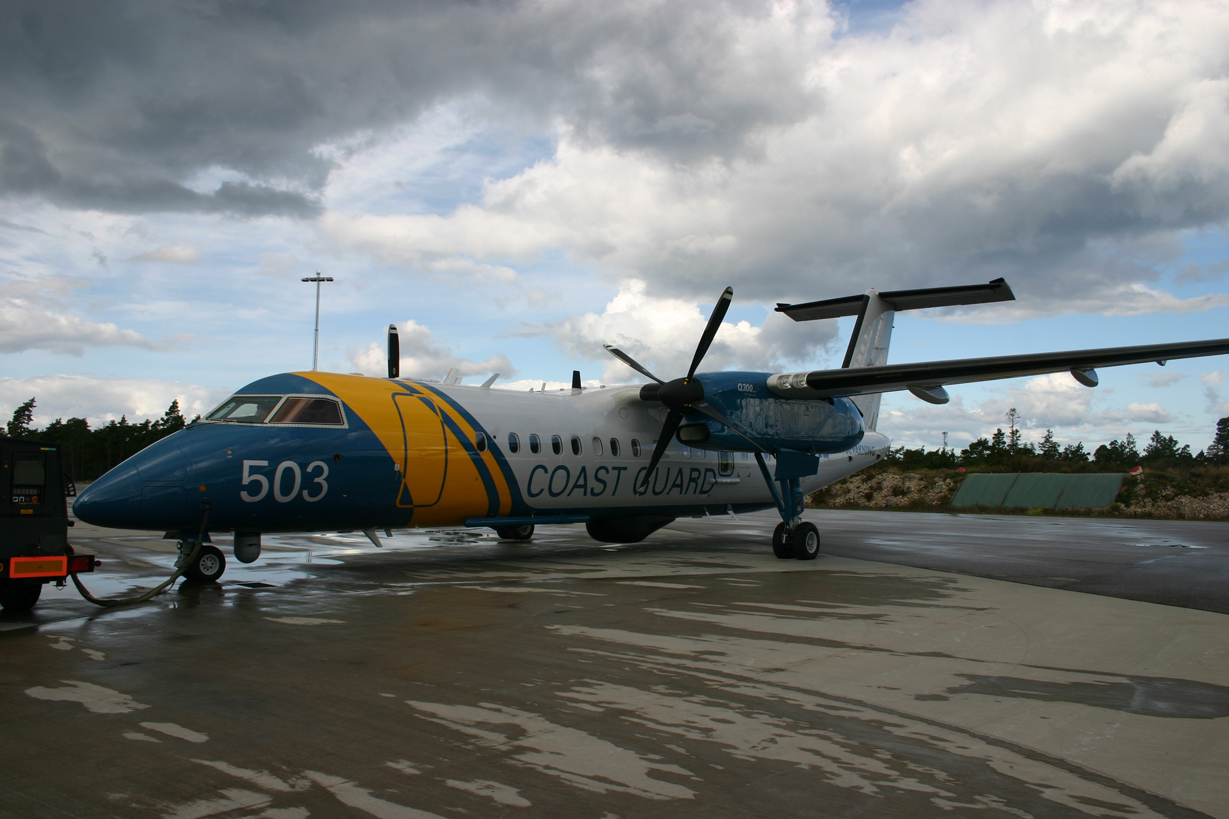
Ett av svenska kustbevakningens flygplan av fabrikat och modell Bombardier Dash 8.

Den svenska Kustbevakningen är en civil myndighet som lyder under det svenska justitiedepartementet. Myndigheten övervakar och kontrollerar sjötrafiken och fisket, värnar miljön och hjälper människor till sjöss längs hela Sveriges kust samt i Mälaren och Vänern. Grunden till den svenska Kustbevakningen lades redan 1638.

## Taiwan
Den taiwanesiska kustbevakningen, Coast Guard Administration (海岸巡防署), är ett paramilitärt ministerium bildat 2000 genom sammanslagning av marinens kustbevakningskommando, marinpolisen och tullverkets sjögående enheter. I dess uppdrag ingår sjöbevakning, anloppskontroll, tullkontroll och bekämpning av smuggling, sjöräddning, fiskeriskydd och fiskeriinspektion samt miljöskydd.

## Tyskland

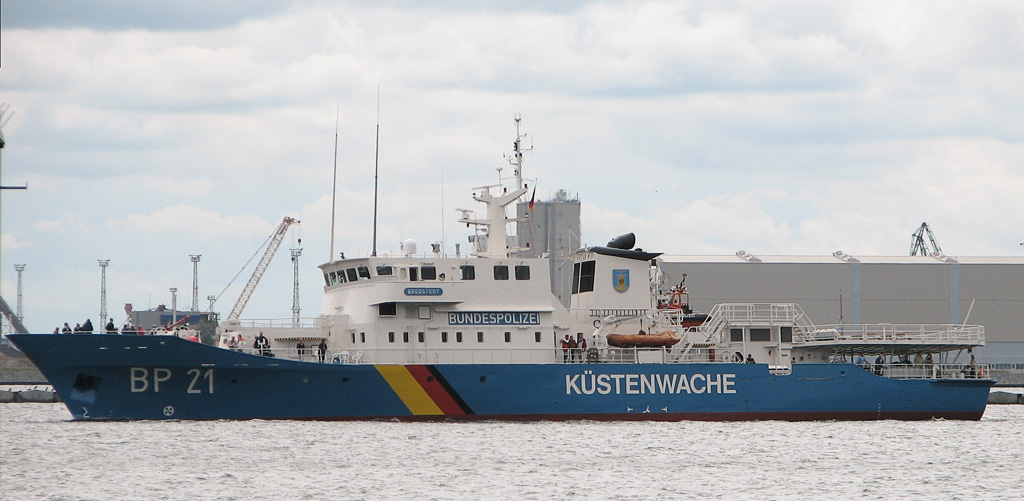
Det tyska kustbevakningsfartyget MS Bredstedt 2005.

Den tyska kustbevakningen, Küstenwache, som bildades 1994, är ingen egen myndighet utan ett samarbetsorgan för flera federala myndigheter, nämligen tullen, polisen (Bundespolizei), sjöfartsverket, fiskeriförvaltningen samt sjökarteverket. Samarbetet manifesteras genom att de i kustbevakningen ingående myndigheternas fartyg, båtar och flyg har gemensam logo och gemensamt färgschema. Ett bra insyn in i myndighetens arbete kan förmedla TV-serien Küstenwache som har sänds av tyska ZDF sedan 1997.
Förbundslandet Schleswig-Holstein hade 1995–2005 en egen kustbevakning.

## Ukraina
Ukrainas kustbevakning, Морська охорона, är en tjänstegren inom den ukrainska gränsbevakningen, vilket är en militär myndighet direkt underställd Ukrainas president.

## Uruguay
Uruguays kustbevakning, Prefectura Nacional Naval (PRENA), är ett av den uruguayanska marinens fyra kommandon. PRENA ansvar för sjösäkerhet, maritimt miljöskydd samt allmän ordning och säkerhet till sjöss. Organisatoriskt består PRENA av tre kustbevakningsområden, hamnpolisen i Montevideo, en sjöfartsdirektion, ett sjöfartsregister, en avdelning för utredning och bekämpning av narkotikasmuggling samt operativa enheter. Örlogsbasen "C/C ERNESTO MOTTO" i Paloma tillhör PRENA.

## USA
- Huvudartikel USA:s kustbevakning

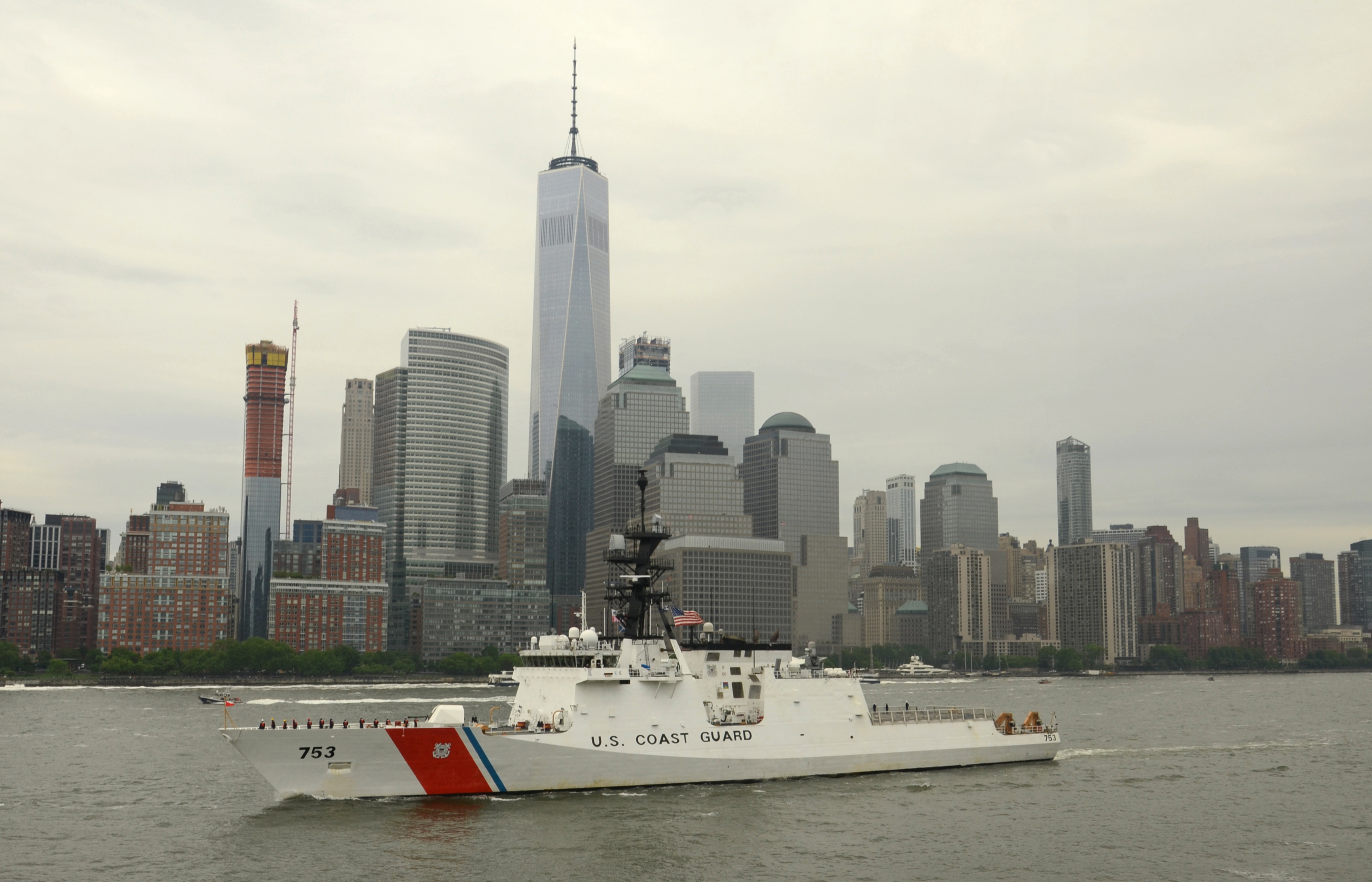
USCGC Hamilton passerar One World Trade Center på Manhattan 24 maj 2017 för deltagande i Fleet Week.

United States Coast Guard (USCG), är en militär myndighet som sorterar under USA:s inrikessäkerhetsdepartement. Efter beslut av USA:s president kan kustbevakningen underställas USA:s försvarsdepartement (marindepartementet). Kustbevakningens huvuduppdrag är att skydda den amerikanska allmänheten, miljön samt Förenta Staternas ekonomiska och säkerhetspolitiska maritima intressen såväl på internationellt vatten som vid de amerikanska kusterna, hamnarna och inrikes sjövägarna. Kustbevakningen har polisiära uppgifter till havs och ansvarar även för sjöräddningen längs med kusterna och i de stora sjöarna.

## Venezuela
Kustbevakningen i Venezuela, Comando de Guardacostas, som bildades 1981, är en militär myndighet vilken ingår som en av fem operativa kommandon i Venezuelas marin.